# Olatunde Osunsanmi
Olatunde Osunsanmi (23 ottobre 1977) è un regista, produttore cinematografico e produttore televisivo statunitense di origini nigeriane.
È noto per aver diretto l'horror-fantascientifico della Universal Il quarto tipo e alcuni episodi della serie televisiva di fantascienza distopica di TNT Falling Skies. È inoltre conosciuto come regista e produttore di serie teleivisve e film dell'Expanded Universe del franchise di fantascienza Star Trek, in particolare per le serie televisive Star Trek: Discovery e Star Trek: Short Treks e per il film Star Trek: Section 31. Il suo contributo alla serie Star Trek: Short Treks gli è valso nel 2020 una candidatura, condivisa con altri registi e produttori della serie, ai Primetime Emmy Award quale miglior serie in forma breve commedia o drammatica.

## Biografia
Olatunde Osunsanmi nasce negli Stati Uniti da genitori immigrati dalla Nigeria. Si laureato con un Master of Fine Arts presso il Dodge College of Film and Media Arts della Chapman University. La sua prima incursione nel settore avviene con il cortometraggio, da lui scritto e diretto. Etat. Il film esplora il clima politico degli anni settanta nel paese natale dei suoi genitori.
Successivamente ha co-sceneggia e dirige il film horror a basso costo The Cavern, prima di essere contattato dalla Universal per scrivere, produrre e dirigere il film horror-fantascientifico, a tema invasione aliena, che mescolando anche elementi di mockumentary, Il quarto tipo (The Fourth Kind), distribuito nel 2009. Il film pretenderebbe di essere basato su "casi di studio reali" verificatisi a Nome, in Alaska, nel 2000, e contiene riprese di Osunsanmi che intervista una fantomatica "Dr. Abigail Tyler" alla Chapman University di Orange, in California. Nel 2013, dirige il thriller Evidence, con Stephen Moyer, già protagonista di True Blood.
Nell'estate del 2014, Olatunde Osunsanmi dirige la sua prima ora di televisione: il settimo episodio della quarta stagione della serie dell'emittente televisiva TNT Falling Skies, intitolato Attacco a Chinatown (Saturday Night Massacre). Inizialmente ingaggiato solo per un episodio, ne dirige invece altri sei: a causa dell'abbandono di un altro regista, per motivi personali, dirige anche l'undicesimo episodio, sempre della quarta stagione, Viaggio sulla Luna (Space Oddity). Dopo questi due primi episodi, caste e troupe fanno pressioni affinché Olatunde Osunsanmi torni a dirigere degli altri episodi della serie. Così sostituisce il regista e co-produttore Greg Beeman nella  quinta e ultima stagione della serie. Oltre a produrre tutti i dieci episodi che compongono la stagione, dirige il primo episodio Il guerriero (Find Your Warrior); il secondo I morsi della fame (Hunger Pains); il quinto Vivere o morire (Non-Essential Personnel) e infine l'episodio conclusivo della serie, Un nuovo mondo (Reborn).
Tra il 2015 e il 2017 dirige episodi di serie televisive come: Under the Dome, Extant, The Last Ship, Minority Report, Sleepy Hollow, Bates Motel, Blindspot, Colony, The Son - Il figlio. Tra 2016 e 2017 fa un paio d'incursioni nell'universo DC Comics, dirigendo prima l'episodio Destino (Destiny), trasmesso il 12 maggio 2016, della serie Legends of Tomorrow, parte del franchise Arrowverse, poi l'episodio La notte del risveglio (Mad City: Smile Like You Mean It), trasmesso il 23 gennaio 2017, della serie dell'universo di Batman e sorta di prequel delle avventure del Cavaliere Oscuro, Gotham.
Dal 2017 entra a far parte della serie televisiva Star Trek: Discovery, la sesta serie televisiva live action del franchise di fantascienza Star Trek, creato negli anni sessanta del XX secolo da Gene Roddenberry con la serie classica, e prima serie dell'Expanded Universe creato da Alex Kurtzman. Vi entra in qualità di produttore e regista, dirigento per primo il quarto episodio della prima stagione Al coltello del macellaio non interessa il lamento dell'agnello (The Butcher's Knife Cares Not for the Lamb's Cry), trasmesso l'8 ottobre 2017. Ne dirigerà altri tredici e produrrà tutti i 65 episodi che compongono la serie. Dirige inoltre gli episodi Calypso e The Girl Who Made the Stars della serie antologica Star Trek: Short Treks.
Oltre Star Trek, nel 2018 Olatunde Osunsanmi dirige l'episodio La Darlington 500 della serie televisiva Timeless e nel 2022 è alla regia degli episodi As the World Falls Down e The Man Who Sold the World della serie televisiva fantascientifica L'uomo che cadde sulla Terra (The Man Who Fell to Earth), creata da Jenny Lumet e Alex Kurtzman e basata sul romanzo omonimo del 1963 scritto da Walter Tevis, da cui è stato tratto anche il celebre film con lo stesso titolo del 1976 diretto da Nicholas Roeg e con protagonista David Bowie, di cui la serie si propone come sequel.
Nel 2022, Osunsanmi firma un accordo globale pluriennale con i CBS Studios, cosa che lo porta a dirigere il film distribuito nel gennaio 2025 in streaming on demand su Paramount+, Star Trek: Section 31. Inizialmente previsto come serie televisiva spin-off di Star Trek: Discovery, Star Trek: Section 31 narra le vicende dell'ex imperatrice Philippa Georgiou (interpretata dall'attrice premio Oscar Michelle Yeoh), coinvolta dalla Sezione 31 per una missione e di un manipolo di scalcinati agenti ingaggiati dall'agenzia di servizi segreti della Flotta Stellare.

## Vita privata
Olatunde Osunsamni è sposato con la sceneggiatrice Lorna Clarke Osunsamni, con cui ha avuto una figlia e un figlio.

## Filmografia

### Attore
- Within the Cavern: A Video Journal, regia di Danny Roew - cortometraggio documentario direct-to-video (2006)
- Solace, regia di Olumide Odebunmi  - cortometraggio (2008)
- Behind the Scenes with Joe Carnahan - cortometraggio documentario direct-to-video (2010)
- Il quarto tipo (The Fourth Kind), regia di Olatunde Osunsanmi (2009)
- Moments of Discovery - serie TV, episodi 1x08-2x01 (2019-2021)

### Produttore

#### Cinema
- Tha Westside, regia di Todd Williams - direct-to-video (2002)
- The Cavern, regia di Olatunde Osunsanmi (2005)
- Caverns of the Mojave: An Expedition with Real Cavers, regia di Danny Roew - cortometraggio documentario direct-to-video (2006)
- Star Trek: Section 31, regia di Olatunde Osunsanmi (2025)

#### Televisione
- Falling Skies - serie TV, 10 episodi (2015)
- Star Trek: Short Treks - serie TV, 4 episodi (2019-2020)

### Regista

#### Cinema
- Etat - cortometraggio (2000)
- The Cavern (2005)
- Il quarto tipo (The Fourth Kind, 2009)
- Evidence (2013)
- Star Trek: Section 31 (2025)

#### Televisione
- Falling Skies - serie TV, 6 episodi (2014-2015)
- Under the Dome - serie TV, 3x03 (2015)
- Extant - serie TV, episodio 2x08 (2015)
- The Last Ship - serie TV, 2x11 (2015)
- Minority Report - serie TV, episodi 1x04-1x09 (2015)
- Sleepy Hollow - serie TV, episodi 3x06-3x11 (2015-2016)
- Legends of Tomorrow - serie TV, episodio 1x15 (2016)
- Bates Motel - serie TV, episodi 4x06-5x09 (2016-2017)
- Blindspot - serie TV, episodio 2x06 (2017)
- Gotham - serie TV, episodio 3x13 (2017)
- Colony - serie TV, episodio 2x10 (2017)
- The Son - Il figlio (The Son) - serie TV, episodi 1x04-1x05 (2017)
- Star Trek: Discovery - serie TV, 14 episodi (2017-2024)
- Timeless - serie TV, episodio 2x02 (2018)
- Star Trek: Short Treks - serie TV, episodi 1x02-2x05 (2018-2019)
- L'uomo che cadde sulla Terra (The Man Who Fell to Earth) - serie TV, episodi 1x09-1x10 (2022)

### Sceneggiatore
- Etat, regia di Olatunde Osunsanmi - cortometraggio (2000)
- The Cavern, regia di Olatunde Osunsanmi (2005)
- Il quarto tipo (The Fourth Kind), regia di Olatunde Osunsanmi (2009)
- Smokin' Aces 2: Assassins' Ball, regia di P.J. Pesce - direct-to-video (2010)

## Trasmissioni televisive
- After Trek - talk-show (2018) - ospite
- The Ready Room - talk-show (2020-2024) - ospite

## Riconoscimenti
- Primetime Emmy Award
  - 2020 - Candidatura alla miglior serie in forma breve commedia o drammatica per Star Trek: Short Treks (condiviso con Alex Kurtzman, Heather Kadin, Frank Siracusa, John Weber e Aaron Baiers)
- Shriekfest
  - 2005 - Premio speciale per The Cavern
  - 2005 - Preferito dai fan per The Cavern